# Кринкське рубило
Кринкське рубило — найдавніше знаряддя праці первісної людини знайдене на території Донбасу.
Чудове рубило ашельської культури було виявлено в 1930-х роках недалеко від Амвросіївки донецьким археологом В. А. Євсєєвим на правому березі річки Кринки притоки Міуса поблизу Казенної балки серед гальки і щебеню, вимитих з схилів яру. На схилах цієї ж балки виявлено широко відому пізньопалеолітичну стоянку мисливців.
Поверхня його сильно загладжена і покрито блакитно-білою кіркою — патиною. Довжина рубила 10,5 см. Ширина 7,3 см. Ця знахідка давала підставу вважати, що перші жителі в нашому краї з'явилися 300—100 тисяч років тому.